# William Cowper (Dichter)

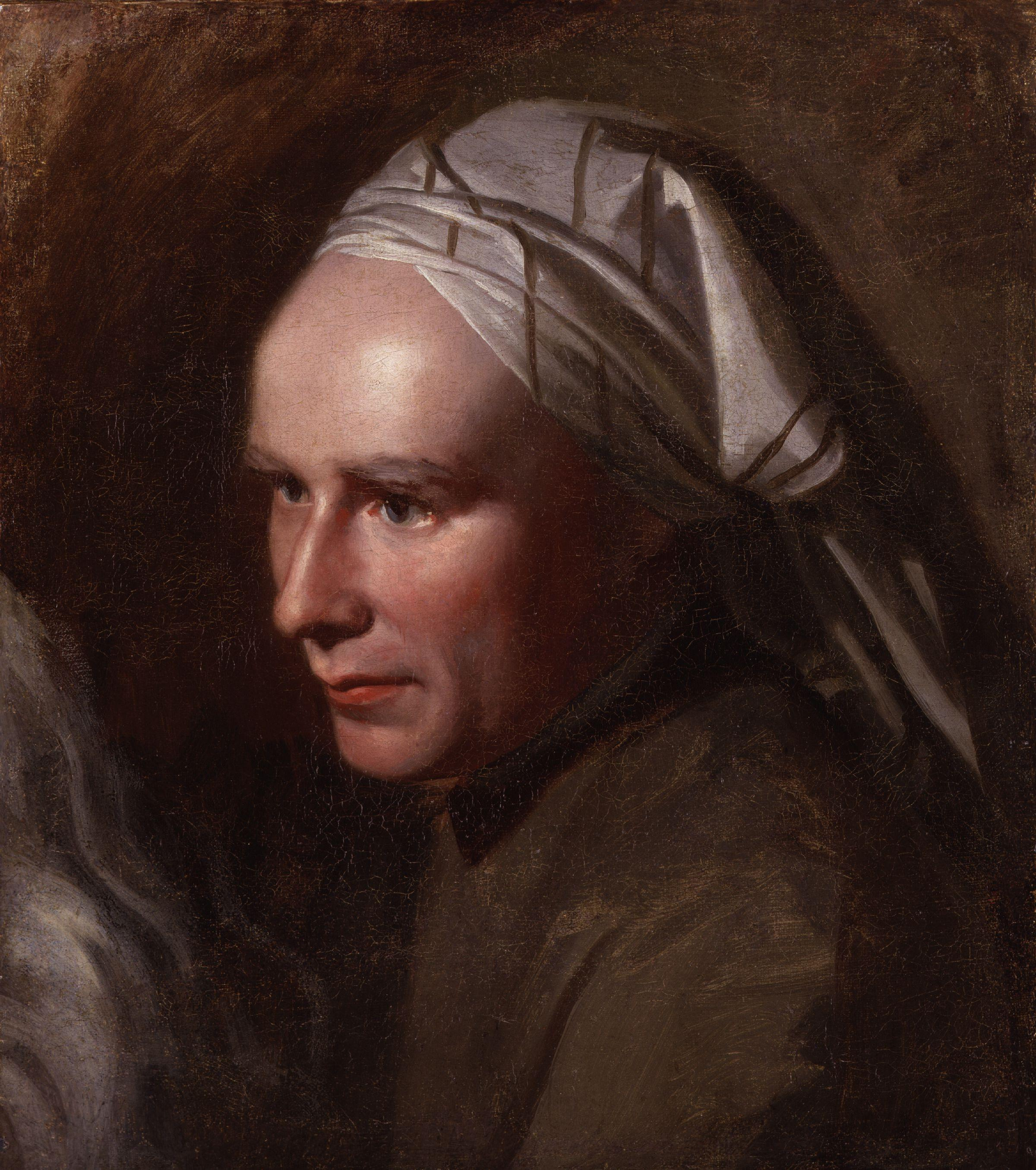
William Cowper auf einem undatierten Ölporträt von George Romney in der National Portrait Gallery

William Cowper [ˈkuːpər] (* 26. November 1731 in Berkhamstead, Hertfordshire; † 25. April 1800 in East Dereham, Norfolk) war ein englischer Dichter.

## Leben
Cowper war nach drei (1729 und 1730) bereits als Neugeborene gestorbenen Kindern der vierte Sohn des seit 1722 als Pastor in Berkhamsted wirkenden John Cowper († 1756; ein Neffe des Lordkanzlers William Cowper und Sohn des Richters Spencer Cowper) und dessen seit 1728 mit diesem verheirateten Ehefrau, der mit John Donne verwandten Ann(e) Donne. Williams Eltern bekamen noch weitere Kinder, von denen aber nur der 1737 geborene John Cowper (später fellow des Corpus Christi College in Cambridge) das Kindesalter überlebte. Ann Donne starb sechs Tage nach dessen Geburt. Nach erstem Unterricht durch seinen Vater und an einem von dem Geistlichen William Pittman geleiteten Internat, wo er Opfer von Schulmobbing wurde, besuchte William Cowper ab 1742 die auch beim Whig-Establishment beliebte Westminster School, auf die bereits sein Vater, sein Großvater und andere Mitglieder der Familie Cowper gegangen waren, und studierte anschließend Jura. Nach dem Abschluss seines Studiums arbeitete er einige Zeit als Rechtsbeistand, war im Middle Temple tätig und wurde mit 23 Jahren 1754 als Rechtsanwalt zugelassen. 1759 erwarb er eine Anwaltskanzlei im Inner Temple. Sein Interesse galt zum Teil weniger der Juristerei als vielmehr einer Gruppe von Ehemaligen der Westminster School, dem sogenannten Nonsense Club, dem etwa Charles Churchill, der Lyriker Bonnell Thornton (1725–1768) und George Colman angehörten.
Seit seiner Kindheit litt der melancholische Cowper an Depressionen und versuchte mehrmals, sich das Leben zu nehmen. Aus diesen Gründen nahm ihn ein Freund der Familie, der Pastor Morley Unwin, in Huntington auf. Im Oktober 1763 hatte er seine erste schwere, mit drei Suizidversuchen verbundene Depression. Von Dezember 1763 bis Juni 1765 wurde er, arrangiert von seinem Bruder und von seinem Cousin Martin Madan, in Nataniel Cottons privatem Spital Collegium Insanorum in St Albans behandelt. Nachdem Unwin im Juli 1767 einen tödlichen Reitunfall erlitten hatte, zog Cowper mit der frommen, ihm wie eine Mutter seiende Witwe Mary Unwin zurück zu deren Familie. Anscheinend harmonierte diese Konstellation nicht, und so zogen Cowper, inzwischen ein leidenschaftlicher Verfechter der evangelikalen Bewegung, und Mary Unwin im September 1767 nach Olney (Buckinghamshire), ließen sich dort nieder und Cowper unterstützte den dortigen ehemaligen Schiffskapitän und zum Evangelikalismus konvertierten Pastor John Newton als Laienassistent bei der Pfarrarbeit.
In Olney, wo Cowper um 1772 seine ersten ernsthaften Poesie-Versuche unternahm, entstanden in Zusammenarbeit mit John Newton, dem Verfasser von Amazing Grace, 1779 die Olney Hymns. Waren die Hymnen noch religiös-romantisch gehalten, war die populär gewordene Ballade John Gilpin’s Ride (veröffentlicht 1782 zunächst anonym, dann unter eigenem Namen 1785) durch und durch humoristisch. Sein erstes erhaltenes Gedicht hatte Cowper bereits 1748 verfasst. Briefe des mit Cowper befreundeten Newton an den evangelikalen Philanthropen John Thornton wurden Grundlage für 1834 einsetzende Spekulationen um eine anatomische oder pathologische Auffälligkeit an Cowpers Penis, die bis zur Aussage, er wäre ein „Hermaphrodit“ reichten.
Im Jahr 1786 ließen sich Cowper und Mary Unwin in Weston Underwood nieder und neun Jahre später zogen sie nach East Dereham, Norfolk. Dort starb im Jahr 1796 Mary Unwin, nachdem sie zuvor schon eine Reihe von lähmenden Schlaganfällen, die ihren Körper und Geist zunehmend eingeschränkt hatten, erlitten hatte. Sein letztes Gedicht (The Castaway, beruhend auf einem in Richard Walters A Voyage Round the World […] by George Anson 1748 beschriebenen Ereignis) schrieb William Cowper im März 1799. Im Alter von 68 Jahren starb er in East Dereham am 25. April 1800.
William Cowper ist auch noch durch einen überaus vielfältigen Briefwechsel bekannt. Er übersetzte in sieben Jahren, angeregt von Jane Austen, ab 1784 die Ilias und die Odyssee von Homer und veröffentlichte eine Werkausgabe von John Milton.

## The Task
Cowpers Hauptwerk, im Herbst 1784 geschrieben und 1785 erstmals veröffentlicht, ist ein von John Gay und James Thomson beeinflusstes Lehrgedicht in sechs Büchern. Der Essay in Blankversen besticht durch wechselnde Perspektiven: er ist naturalistisch in präziser Deskription, frühromantisch in der Allegorisierung von „Natur“ als einer Chiffre göttlicher Offenbarung, realistisch im desillusionierten Benennen der Gefahren, von denen die Gesellschaft sich bedroht sah, hymnisch antikisierend, Arkadien und Virgil imitierend, satirisch in Hogarths Manier. Dies alles in einer ganz persönlichen Mischung aus Schwermut und leisem, bitteren Humor. Auf dem Schauplatz des ländlichen, winterlichen Buckinghamshire wandert, streift, schwärmt, grübelt, räsoniert der Autor, das lyrische Subjekt, als Peripatetiker, und philosophiert in einer luziden Sprache über die Befindlichkeit des Menschen und die seiner Pflicht überantworteten Verhältnisse, eine Aufgabe, die ihm Welt, Gott und Natur setzen.

„Sprecht, o ihr leuchtenden Heerscharen, die ihr ein Meer befahrt, das keine Stürme kennt, unter Gewölbe, unbedräuet von Gewölk, ob ihr von eurer Höhe, aus der ihr deutlich dem Menschen unsichtbare Systeme überschaut, Systeme, von deren Ursprung noch nicht Nachricht hier unsre niedre Welt erreicht, erspähet ihr ein Volk, begünstigt gleich dem unsern, Schoßgeborene und Grabzueilende, und doch bestimmt zu steigen und einen glänzenderen Himmel zu besitzen als wie ihr? Gleich einem, der nach langem Aufhalt ferner Küsten sich sehnt nach Heimkehr und, wenn er von weitem sein’s Landes wetterbleiche windberammte Klippen aus grünen Wogen steigen sieht, den Blick strahlend vor Glück hin zum geliebten Lande schießt, also betrachte ich mit seelenvollem Hoffen und manch geseufztem Wunsch euch Strahlen-Feuer, die ihr im blauen Abgrund einem Blinklicht gleich berufen seid, den körpereingeschlossnen Geist nach Haus aus Lebensmüh’ in nimmer endend Ruhe zu geleiten.“

### Werkausgaben
- Robert Southey (Hrsg.): The Works of William Cowper. Comprising His Poems, Correspondence and Translations, with a Life of the Author by the Editor. 15 Bände, Baldwin and Cradock, London 1836–1837 (Volltext aller Bände). (Neuausgabe in 8 Bänden: H. G. Boehn, London 1854.)
- H. S. Milford (Hrsg.): Poetical Works. Fourth Edition [1934], with corections and additions by Norma Russell, Oxford University Press, London, New York & Toronto 1967.
- James King, Charles Ryskamp (Hrsg.): The Letters and Prose Writings of William Cowper. 5 Bände, Clarendon Press, Oxford 1979–1986.
- J. D. Baird, Charles Ryskamp (Hrsg.): The Poems of William Cowper. 3 Bände, Clarendon Press, Oxford 1980–1995.
- James Sambrook (Hrsg.): The Task and Selected Other Poems. Longman, Harlow 1994.
- Michael Bruce (Hrsg.): William Cowper. J. M. Dent, London 1999. (Auswahl)

### Übersetzungen ins Deutsche
- William Cowper’s Ausgewählte Dichtungen. Ins Deutsche übersetzt von Wilhelm Borel, Justus Naumann’s Buchhandlung, Leipzig 1870. Volltext
- William Cowper’s Die Aufgabe / The task. Ins Deutsche übertragen, hrsg., mit einem Nachwort und einem Anmerkungsapparat versehen von Wolfgang Schlüter, Edition qwert zui opü, Berlin 1998. (Zweisprachige Ausgabe)

### Sekundärliteratur
- Conrad Brunström: William Cowper: Religion, Satire, Society. Bucknell University Press, Lewisburg (PA) 2004.
- David Cecil: The Stricken Deer: The Life of William Cowper. Constable & Co., London 1929.
  - deutsche Ausgabe: Die grosse Angst oder Das Leben William Cowpers. Übersetzt von Franz Wernecke. Beeck, Hannover 1947.
- Bill Hutchings: The Poetry of William Cowper. Croon Helms, London 1983.
- Cowper, William. In: Encyclopædia Britannica. 11. Auflage. Band 7: Constantine Pavlovich – Demidov. London 1910, S. 349 (englisch, Volltext [Wikisource]).
- James King: William Cowper: A Biography. Duke University Press, Durham (NC) 1986.
- Vincent Newey: Cowper’s Poetry: A Critical Study and Reassessment. Liverpool University Press, Liverpool 1982.
- William B. Ober: Madness and Poetry: A Note on Collins, Cowper, and Smart. In: William B. Ober: Boswell’s Clap and Other Essays. Medical Analyses of Literary Men’s Afflications. Southern Illinois University Press, 1979; Taschenbuchausgabe: Allison & Busby, London 1988, Neuauflage ebenda 1990, ISBN 0-7490-0011-2, S. 137–192, hier: S. 153–175 und 191–192.
- John Piper: The Hidden Smile of God. Crossway Books, Wheaton, Illinois 2001.
  - deutsche Ausgabe: Standhaft im Leiden: John Bunyan, William Cowper, David Brainerd. Übersetzt von Ulrike Wilhelm, Christliche Literatur-Verbreitung, Bielefeld 2006. (Volltext (PDF) auf der Seite des Verlags; PDF, 966 kB)
- Martin Priestman: Cowper’s 'Task': Structure and Influence. Cambridge University Press, Cambridge 1983.
- Charles Ryskamp: William Cowper of the Inner Temple, Esq.: A Study of His Life and Works to the Year 1768. Cambridge University Press, Cambridge 1959.
- Cowper William: The Diverting History of John Gilpin, London, Evans Edition 1878

### Belletristik
- Bryan Lynch: The Winner of Sorrow: A Novel. New Island, Dublin 2005, ISBN 1-905494-25-4. (Roman über Cowpers Leben)